# 藤下村
藤下村（とうげむら）は、かつて岐阜県不破郡に存在した村である。
現在の不破郡関ケ原町藤下に該当する。

## 沿革
- 1889年（明治22年）7月1日 - 町村制により藤下村が発足。
- 1897年（明治30年）4月1日 - 関ケ原村、松尾村、山中村、および相川村の一部（野上地区）と合併し、関原村が発足。同日藤下村は廃止。